# Quinto Pláucio
Quinto Pláucio (em latim: Quintus Plautius) foi um senador romano eleito cônsul em 36 com Sexto Papínio Alênio. Era filho de Aulo Pláucio, cônsul sufecto em 1 a.C., e Vitélia, uma ancestral do futuro imperdor Vitélio. Aulo Pláucio, cônsul sufecto em 29 e conquistador da Britânia na época de Cláudio. Sua irmã tem sido identificada como sendo a esposa de Públio Petrônio, cônsul em 19, cuja filha se casaria mais tarde com o futuro imperador Vitélio.
Nada mais se sabe sobre carreira. Pláucio Laterano era seu filho.